# Ulmiz
Ulmiz (en francés, Ormey) es una comuna suiza del cantón de Friburgo, situada en el distrito de See/Lac (distrito de los lagos). Tiene una población estimada, a inicios de 2021, de 449 habitantes.
Limita al norte con la comuna de Gempenach, al este con Kriechenwil (BE) y Ferenbalm (BE), al sur con Gurmels, y al oeste con Staatswald Galm y Lurtigen.

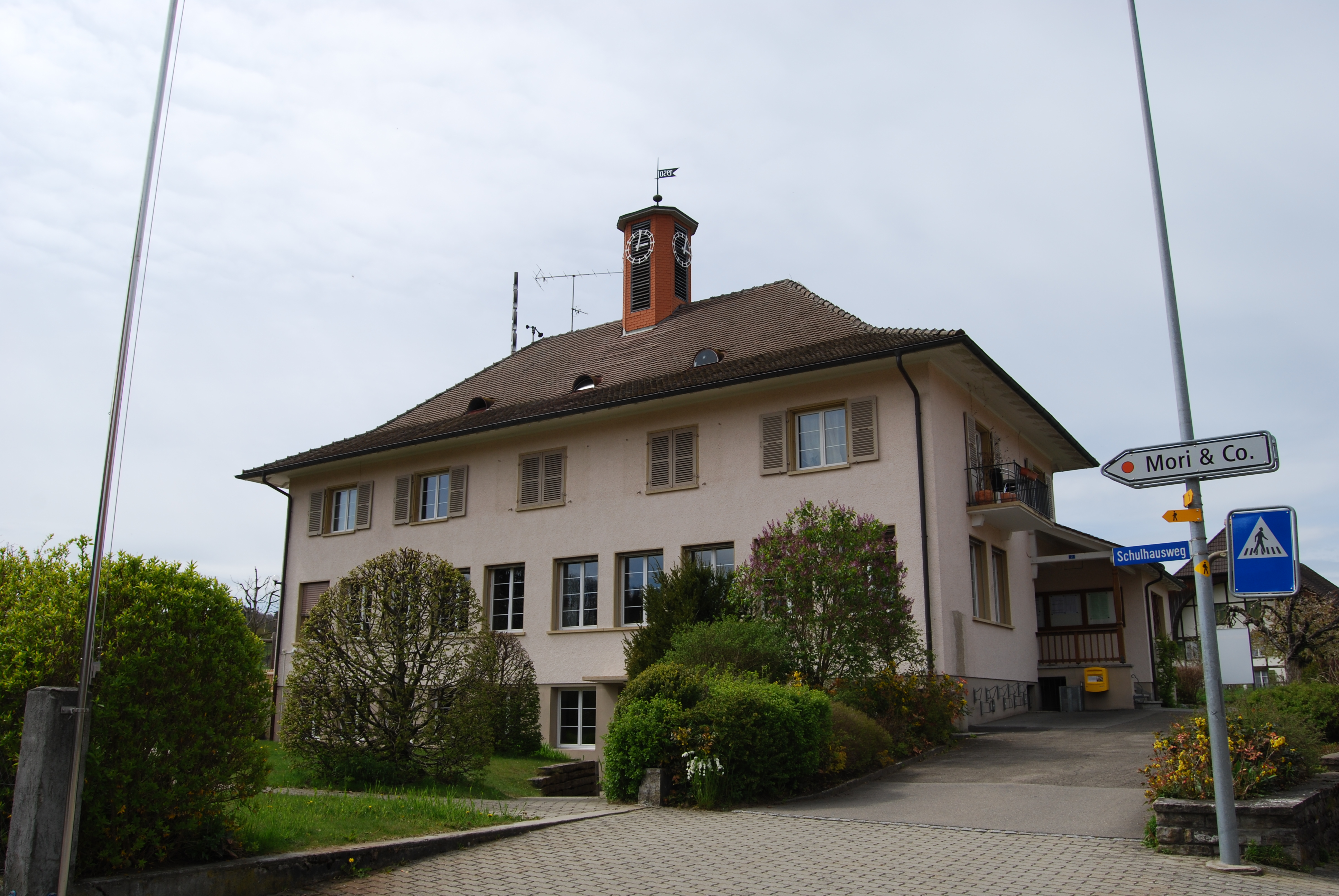
Ulmiz